# ケレンフェルド駅
座標: 北緯47度27分54秒 東経19度01分18秒 / 北緯47.465度 東経19.0216666667度
ケレンフェルド駅（ケレンフェルドえき、洪:Kelenföld pályaudvar）とはハンガリー共和国ブダペスト県ブダペスト市に位置するハンガリー国鉄の駅である。かつてのブダペスト・ケレンフェルド駅の名でも知られている。

## 概要
ケレンフェルド駅は、東駅、南駅、西駅につぐブダペスト第四の駅である。また、ブダペスト地下鉄4号線およびブダペスト市電19系統・49系統に乗り換える事が出来る他、7E,103,141,173Eの四系統のバスに乗り換える事が出来る。

## 駅周辺
- ケレンフェルド - 駅自体はウーイブダ地区に所属している。

## 歴史
- 1861年 - ブダペスト・ケレンフェルド駅として開業。
- 2012年 - 現駅名に改称。
- 2014年 - ブダペスト地下鉄4号線ケレンフェルド駅が開業し、乗換駅となる。